# Kwit dokowy
Kwit dokowy – dokument, będący potwierdzeniem przez załadowcę przyjęcia do składu portowego lub dokowego towaru w celu załadowania na statek. Funkcjonalnie działa na identycznej zasadzie jak kwit sternika.